# Microthoron dunensis
Microthoron dunensis är en stekelart som beskrevs av Durgadas Mukerjee 1994. Microthoron dunensis ingår i släktet Microthoron och familjen Scelionidae. Inga underarter finns listade i Catalogue of Life.